# Tâm thần học động vật

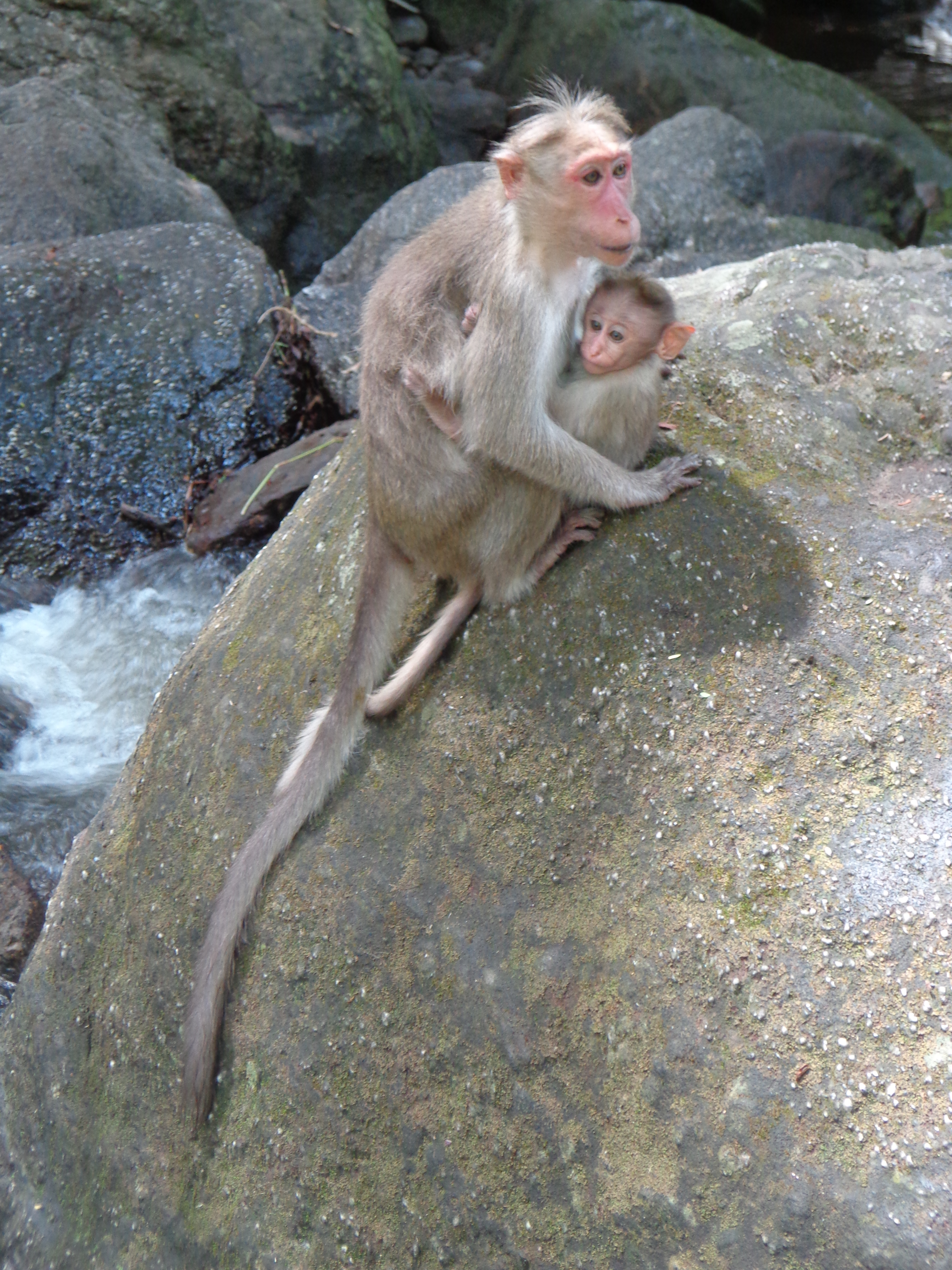
Biểu hiện tình cảm của khỉ mẹ đối với con mình

Tâm thần học động vật là một môn khoa học nghiên cứu về tâm lý của các loài động vật trừ con người, thông thường đối tượng nghiên cứu tập trung về động vật bậc cao, có khả năng phát triển mức độ cảm xúc của động vật. Trong tâm thần học động vật nghiên cứu về những hành vi bất thường ở động vật. Một trong những triệu chứng quan trọng là Hội chúng vườn thú (Zoochosis) là một từ ghép giữa vườn thú và hiện tượng rối loạn tâm thần.

## Tổng quan
Những nghiên cứu của môn học này bắt nguồn từ thực tế khi có các hành vi bất thường của động vật, nhất là những động vật bị nuôi nhốt hoặc giam cầm và những rối loạn ăn uống của chúng. Đây là từ chỉ các triệu chứng ở động vật bị nuôi nhốt, thường có các hành vi bất thường và lặp đi lặp lại. Nguyên nhân của hiện tượng này là do động vật bị tách khỏi môi trường tự nhiên, bị tiêm thuốc, tác động của điều kiện nuôi nhốt hay ảnh hưởng của con người nói chung. Động vật thường có các triệu chứng như cắn, cấu xé hay liếm các lồng nhốt, dùng móng vuốt hoặc răng bấu và cào lên tường, đi lại theo một tuyến đường nhất định, nôn mửa, cắn móng, ăn phân, ôm đầu gối.
Chứng Zoochosis được ông Bill Travers phát hiện vào năm 1992, miêu tả hành vi mang tính rập khuôn của động vật trong môi trường nuôi nhốt. Đây là các kiểu hành vi lặp đi lặp lại, không thay đổi và không hề có mục đích rõ ràng. Động vật sinh trưởng trong tự nhiên hoang dã không có các biểu hiện hành vi rập khuôn, và do đó, nó còn được gọi là hành vi bất thường ở động vật sống trong môi trường nuôi nhốt. Hành vi rập khuôn, không mục đích là cách động vật phản ứng để đối phó với sự nhàm chán và tù túng trong môi trường nuôi nhốt. Môi trường này không thể tái tạo một môi trường tự nhiên thực sự dành cho động vật.
Một số nguyên nhân của chứng này đến từ việc động vật bị tách khỏi môi trường tự nhiên của chúng, và việc sống trong một không gian giới hạn đã tạo nên cho chúng nhiều khoảng thời gian rảnh rỗi (Ví dụ, trong tự nhiên, động vật phải đi kiếm ăn thường xuyên nhưng ở môi trường nuôi nhốt, chúng được cung cấp sẵn thức ăn và có quá nhiều thời gian rảnh.). Ngoài ra, chúng còn bị con người kiểm soát trực tiếp, bị mất đi cuộc sống xã hội bầy đàn thông thường, phải dùng thuốc hoặc kiểm soát sinh sản bằng biện pháp y tế và bị nhốt trong lồng/chuồng - một môi trường hoàn toàn xa lạ.
Một số biểu hiện của chứng Zoochosis' là cắn vào thanh chắn của hàng rào khu nuôi nhốt, tự vặn cổ, chơi với lưỡi của mình, chải chuốt quá mức, lắc đầu, ăn phân của mình (Chứng Coprophagia), xoay lắc/đi tới đi lui/đi thành vòng tròn, tự làm đau bản thân, tự nhổ lông quá mức (chứng Trichotillomania), nôn mửa liên tục và ăn lại bãi nôn của mình. Vào giữa những năm 1990, Gus, một cá thể gấu bắc cực trong Sở thú Công viên Trung tâm (Hoa Kỳ) làm cho khách tham quan sợ hãi khi nó cứ bơi qua bơi lại trong bể có khi đến 12 giờ/ngày. Nó nhìn trộm trẻ em từ khung cửa sổ dưới nước với ánh nhìn rình rập của loài săn mồi. Chứng rối loạn thần kinh của Gus đem đến cho nó biệt danh "gấu rối loạn lưỡng cực".
Cuốn sách của một nhà nghiên cứu tên là Laurel Braitman có tên Chứng điên loạn ở động vật chỉ ra các dấu hiệu bất thường ở một số loài động vật như Chó có dấu hiệu bồn chồn, vẹt mất kiểm soát và voi ở trung tâm phục hồi giúp ta thế nào trong việc hiểu bản thân. Cuốn sách miêu tả một con chó nhảy ra ngoài từ căn hộ ở tầng 4, một con lừa nhỏ liên tục tự cắn vào đùi mình, một con khỉ đột cứ sụt sùi la hét và những con hải mã liên tục thủ dâm.
Hầu hết hành vi điên loạn mà Braitman miêu tả là hậu quả của việc động vật bị ép phải sống ở môi trường không tự nhiên và phải chịu đựng việc bị trưng ra cho khách tham quan nhòm ngó. Để giảm nguy cơ động vật mắc chứng Zoochosis, sở thú và cơ sở nuôi nhốt cần có chương trình làm giàu. Đây là hoạt động cung cấp các đồ chơi, câu đố, giấu thức ăn ở nhiều nơi và khiến động vật mất nhiều thời gian hơn để tìm thấy thức ăn, tạo điều kiện cho động vật trong cơ sở nuôi nhốt được vận động nhiều hơn, thực hiện các hành vi tự nhiên bản năng của chúng và thấy đỡ nhàm chán. 

## Trên gia cầm
Hiện tượng cắn mổ nhau xảy ra ở tất cả các loại gia cầm và tất cả hình thức nuôi. Hiện tượng này có thể gây thiệt hại lớn về tỷ lệ chết, chất lượng thịt và hiệu quả kinh tế. Hiện tượng cắn mổ nhau ở gia cầm là hội chứng. Hiện tượng xảy ra thường bắt đầu từ việc một số con vật trong đàn mổ lông nhau, rồi mổ, mổ ngón chân, mổ mào, mổ đuôi và đặc biệt mổ hậu môn của nhau, cắn xé thậm chí là ăn thịt ở một số bộ phận như ngón chân, mào, đuôi hay hậu môn của nhau. Đặc biệt, khi trong đàn có một con có vết thương bị chảy máu, thì cả đàn nuôi sẽ bị kích thích đồng loại tập trung vào việc mổ cắn vào vết thương và chúng tập trung vào việc cắn mổ vết thương của con vật đó. Từ đó, dẫn đến việc bùng phát hiện tượng cắn mổ nhau ở trên toàn đàn. Cắn mổ nhau là một hiện tượng phổ biến trong chăn nuôi gia cầm tập trung, hiện tượng này có thể xảy ra ngay cả khi đàn gia cầm được quản lý tốt. 